# Richard Hageman
Richard Hageman (Leeuwarden, 9 juli 1881 - Beverly Hills, 6 maart 1966) was een Nederlands-Amerikaans componist en muzikant.

## Loopbaan
Hageman studeerde in Amsterdam en kreeg daarbij een toelage op verzoek van Emma der Nederlanden. Hij was tevens pianoleraar. Hij vertrok naar Parijs Hij begeleidde Yvette Guilbert door toeval in de Verenigde Staten, haar vaste pianist had geen zin in een Amerikaanse concertreis. Hij werd daar staatsburger. Van 1914-1932 was hij dirigent en pianist voor de Metropolitan Opera. Hij was gast-dirigent, onder andere bij het Los Angeles Philharmonic Orchestra. In 1932 verbleef hij weer enige tijd in Europa. In die tijd schreef hij de opera Caponsacchi (Duits: Tragödie in Arezzo) gebaseerd op het boek The ring and the book van Robert Browning. Deze werd een aantal keren uitgevoerd, maar kreeg in Duitsland een ban in verband met het opkomend nazisme. Van 1938-1943 dirigeerde hij zomerconcerten in de Hollywood Bowl. In 1951 was hij even terug in Nederland, waarbij aan het licht kwam dat hij in 1881 geboren was, zelf dacht hij tot dan toe dat hij in 1884 geboren was. Hij kwam naar Nederland voor de promotie van de film The Toast of New Orleans, waarin hij een rol had.
Hij werd bekend als componist van filmmuziek voor films van regisseur John Ford. In 1939 deelde hij een Oscar voor de muziek van Stagecoach. In 1950 werd hij lid van ASCAP. Hij was ook acteur. Hij had kleine rollen, zoals dirigent in de film The Great Caruso. Hij overleed op 84-jarige leeftijd in Beverly Hills.
In 2014 werd in de Rijksweg 31 het Richard Hageman Aquaduct (Richard Hageman Akwadukt) geopend. In 2016 volgde een plaquette aangebracht op zijn geboortehuis Sint Jacobsstraat 35.

## Filmmuziek
- 1939: Stagecoach
- 1940: The Long Voyage Home
- 1941: The Shanghai Gesture
- 1947: The Fugitive
- 1948: Fort Apache
- 1948: 3 Godfathers
- 1949: She Wore a Yellow Ribbon
- 1950: Wagon Master

## Familie
Richard Hageman was een zoon van muzikant Maurice Hageman en diens tweede vrouw Francisca van Westerhoven. Hij trouwde drie keer met zangeressen, en begeleidde hen jarenlang van achter de piano:
- Rosina van Dyck, dochter van zangeres Martha van Ophemert-Schwenke (zie aldaar)
- Renée Thornton
- Eleanora Rogers dan wel Elanora Ruggeri.

Alle drie de huwelijken bleven kinderloos.
Richards broer, Felix Hageman, was jarenland columnist bij De Telegraaf. 

### Renée Thornton
Renée Thornton was een Amerikaanse concert- en operasopraan. Zij was per 20 mei 1920 zijn Richards tweede vrouw. Ze had hem, als zijn leerlinge, als getuige geholpen bij de echtscheiding. Ze waren beiden enige jaren werkzaam bij de Metropolitan Opera te New York. In 1925 werd ze opgenomen als lid van Delta Omicron, een instelling voor promotie van muzikaal vakmanschap. In 1927 was zijzelf aan de beurt met een echtscheiding. Er werd een rechtszaak gevoerd over de alimentatie die hij zou moeten betalen. In 1928 hertrouwde ze met Napolitaanse edelman Don Fabio Carafa d’Andria. Tijdens dat huwelijk ontwierp Thornton een eigen cosmeticalijn. en hield ook toespraken over schoonheidsidealen ("The art of being beautiful"). Ook dit huwelijk liep op een scheiding uit. Edward Cucuel legde haar in een olieverfschilderij vast.
- Biblioteca Nacional de España: XX958930
- Bibliothèque nationale de France: cb14024347k (data)
- Gemeinsame Normdatei: 134762738
- International Standard Name Identifier: 0000 0000 8121 027X
- Library of Congress Control Number: no89001637
- Nationale Bibliotheek van Letland: 000049116
- MusicBrainz: 70c17e16-c056-4a79-a4bb-9440913d8bfa
- Nationale Bibliotheek van Tsjechië: xx0150530
- Nationale Bibliotheek van Israël: 987007514951805171
- SNAC: w6sn0htg
- Système universitaire de documentation: 058597387
- Trove: 1182648
- Virtual International Authority File: 42039155
- WorldCat: E39PBJcgBg9YMjXRJFMFXBrH4q